# Development Team Giant-Shimano
Het Giant-Shimano Development Team is een voormalige professionele Zweedse Wielerploeg. Het was het opleidingsteam van het Nederlandse World-Tour Team Giant-Shimano. 
Het was een ploeg met veel jonge talenten uit de Benelux, Scandinavië en Duitsland. Het team werd in 2014 opgericht met als doel jonge renners klaar te stomen voor het World-Tour team. Het team bestaat uit 10 renners en heeft haar uitvalbasis in het Duitse Erfurt. 
Het team trad aan in kleinere wedstrijden in Nederland zoals de Ster van Zwolle, de Ronde van Drenthe en de Dutch Food Valley Classic. Maar ook in buitenlandse rondes als de Ronde van Normandië, Ronde van Tsjechië, Ronde van de Ain en de Ronde van Azerbeidzjan.
Vermits het team nog vele renners telt die nog beloften zijn, start het team ook in Luik-Bastenaken-Luik U23 en Parijs-Roubaix voor beloften. 
In oktober 2014 werd bekend dat het team vanaf 2015 niet meer zal bestaan.

## 2014

### Renners
| Naam                  | Geboortedatum | Nationaliteit | Ploeg 2013           | Ploeg 2015           |
| --------------------- | ------------- | ------------- | -------------------- | -------------------- |
| Christian Bertilsson  | 05-09-1991    | Zweden        | People4you-Unaas     |                      |
| Jenthe Biermans       | 30-10-1995    | België        | Neo                  | SEG Racing           |
| Jan Brockhoff         | 03-12-1994    | Duitsland     | Thüringer Energie    | AWT-GreenWay         |
| Alex Frame            | 18-06-1993    | Nieuw-Zeeland | Thüringer Energie    |                      |
| Kristian Haugaard     | 27-02-1991    | Denemarken    | Leopard-Trek CT      | Leopard-Trek CT      |
| Fredrik Ludvigsson    | 28-04-1994    | Zweden        | People4you-Unaas     | Team Giant-Alpecin   |
| Robert Pölder         | 21-06-1991    | Zweden        | People4you-Unaas     | Team Bliz-Merida     |
| Mathias Rask          | 18-10-1995    | Denemarken    | Neo                  |                      |
| Maximilian Schachmann | 09-01-1994    | Duitsland     | Thüringer Energie    | AWT-GreenWay         |
| Lars van der Haar     | 23-07-1991    | Nederland     | Rabobank Development | Team Giant-Alpecin   |
| Stagiair              | Stagiair      | Stagiair      | Ploeg 2014           | Ploeg 2015           |
| Adriaan Janssen       | 12-12-1995    | Nederland     | Croford              | Cyclingteam Jo Piels |

### Overwinningen
| Wedstrijd                                   | Datum            | Categorie | Winnaar            |
| ------------------------------------------- | ---------------- | --------- | ------------------ |
| WB-Veldrit Zolder                           | 26 december 2014 | A1        | Lars van der Haar  |
| WB-Veldrit Valkenburg                       | 17 oktober 2014  | A1        | Lars van der Haar  |
| Veldrit 's-Hertogenbosch                    | 11 oktober 2014  | A2        | Lars van der Haar  |
| 5e etappe Ronde van de Elzas                | 3 augustus 2014  | 2.2       | Jan Brockhoff      |
| Puntenklassement Ronde van Opper-Oostenrijk | 22 juni 2014     | 2.2       | Lars van der Haar  |
| 1e etappe Ronde van Opper-Oostenrijk        | 20 juni 2014     | 2.2       | Lars van der Haar  |
| Jongerenklassement Circuit des Ardennes     | 13 april 2014    | 2.2       | Fredrik Ludvigsson |